# Rostock Griffins
Die Rostock Griffins sind ein American-Football-Team aus Rostock in Mecklenburg-Vorpommern. Die Mannschaft spielt seit der Saison 2017 in der German Football League 2, der zweithöchsten deutschen Spielklasse.

## Geschichte
1998 wurden die Rostock Griffins als Baltic Blue Stars in Rostock gegründet. In ihrer wechselvollen Geschichte gehörten die Footballer verschiedenen Rostocker Sportvereinen als Sektion American Football an.
Nach einigen Schwierigkeiten und internen Problemen (u. a. bei Namensrechten) benannte sich das Team 2008 in Rostock Griffins um und spielte im selben Jahr in der 4. Liga erstmals unter seinem neuen Namen. Dabei konnte die Mannschaft die Saison auf dem dritten Platz beenden.
2009 schafften es die Griffins nur mit Mühe, den Abstieg in die 5. Liga zu verhindern. Im letzten Auswärtsspiel gewannen sie bei den Halle Falken mit 21:18 und sicherten sich mit nur einem Punkt Unterschied zu den Falken den Klassenerhalt. Die Erfahrungen aus dieser Saison führten zu weitreichenden Umstrukturierungen innerhalb des Vereins.
Für die Saison 2010 verpflichtete man erstmals in der Vereinsgeschichte vier US-amerikanische Spieler. In der erfolgreichen Saison, die mit dem zweiten Platz endete, konnte man u. a. einen 68:0-Heimspielerfolg gegen die Chemnitz Crusaders feiern. Durch den Lizenzverzicht der Potsdam Royals für die German Football League 2 erhielten die Rostock Griffins die Möglichkeit, als Zweitplatzierter der Oberliga Ost in die Regionalliga Ost aufzusteigen.
Für die Saison 2011 verpflichtete der Verein wiederum vier US-Spieler, darunter Brandon Peebler. Die Rostocker gingen als Außenseiter in die Saison, mit dem Ziel die Spielklasse zu halten, was letztlich erreicht wurde. Am Ende der Saison beendete der langjährige Head Coach Björn Jentzen seine Laufbahn. Neuer Head Coach für die Saison 2012 wurde Christopher Kuhfeldt. Mit ihm gelang im gleichen Jahr der Aufstieg in die GFL2, nachdem man sich in den Relegationsspielen gegen die Lübeck Seals durchsetzen konnte und den Bielefeld Bulldogs knapp unterlag.
Zur Saison 2013 übernahm Phil Hickey das Cheftraineramt. Die Rostock Griffins beendeten ihre erste Teilnahme in der GFL2 mit dem 8. und letzten Platz (Bilanz von 1 Sieg und 13 Niederlagen), was den direkten Wiederabstieg in die Regionalliga Ost bedeutete. Im Anschluss an die Saison wurde die Zusammenarbeit mit Phil Hickey beendet.
Die Saison 2014 wurde ohne benannten Head Coach begonnen. Der Posten wurde intern durch mehrere Spieler übernommen und die Saison mit dem 2. Platz abgeschlossen.
Zur Saison 2015 wurde Christopher Kuhfeldt erneut Head Coach. Die Saison beendete man bei einer Bilanz von 10 Siegen und keiner Niederlage auf dem ersten Tabellenplatz. Trotzdem verpassten die Griffins den Aufstieg in die GFL2 Nord, da beide Relegationsspiele gegen die Ritterhude Badgers und die Assindia Cardinals aus Essen verloren gingen.
Zum Beginn der Saison 2016 wurde durch den Trainerstab der Griffins der Aufstieg in die GFL2 Nord als Saisonziel ausgegeben. Mit dem erneuten ersten Rang bei einer Bilanz von 10:0 wurde dieses Ziel erreicht. Rostock, als Meister der Regionalliga Ost, und die Langenfeld Longhorns, Meister der Regionalliga West, stiegen direkt auf, da die Regionalliga Nord in diesem Jahr keinen Teilnehmer an der Relegation stellte.
Nach dem Aufstieg hielt sich die Mannschaft in den Jahren 2017 bis 2019 mit einer ausgeglichenen beziehungsweise positiven Bilanz in der GFL2. Im Oktober 2018 erfolgte nach 21 Jahren als Abteilung in einem Mehrspartenverein der Schritt in die Eigenständigkeit als Rostock GRIFFINS e. V. Mitte Oktober 2019 wurde die Verpflichtung Markus Grahns als neuem Cheftrainer vermeldet, um mit ihm in hauptverantwortlicher Funktion 2020 ins vierte Zweitligajahr zu gehen.

## Erfolge und Platzierungen
Quelle: 
| Jahr | Liga             | Platz                                | Bilanz (S–N–U)                       | Anmerkungen                          |
| ---- | ---------------- | ------------------------------------ | ------------------------------------ | ------------------------------------ |
| 2008 | Oberliga Ost     | 3.                                   | 6–4                                  |                                      |
| 2009 | Oberliga Ost     | 4.                                   | 1–6–1                                |                                      |
| 2010 | Oberliga Ost     | 2.                                   | 7–3                                  | Aufstieg in die Regionalliga Ost     |
| 2011 | Regionalliga Ost | 5.                                   | 3–6–1                                |                                      |
| 2012 | Regionalliga Ost | 1.                                   | 11–1                                 | Aufstieg in die GFL2 Nord            |
| 2013 | GFL 2 Nord       | 8.                                   | 1–13                                 |                                      |
| 2014 | Regionalliga Ost | 2.                                   | 7–3                                  |                                      |
| 2015 | Regionalliga Ost | 1.                                   | 10–0                                 |                                      |
| 2016 | Regionalliga Ost | 1.                                   | 10–0                                 | Aufstieg in die GFL2 Nord            |
| 2017 | GFL 2 Nord       | 3.                                   | 7–7                                  |                                      |
| 2018 | GFL 2 Nord       | 4.                                   | 8–6                                  |                                      |
| 2019 | GFL 2 Nord       | 3.                                   | 8–6                                  |                                      |
| 2020 | GFL 2 Nord       | Keine Saison wegen Covid-19-Pandemie | Keine Saison wegen Covid-19-Pandemie | Keine Saison wegen Covid-19-Pandemie |
| 2021 | GFL 2 Nord       | 4.                                   | 6–3–1                                |                                      |
| 2022 | GFL 2 Nord       | 5.                                   | 4–6                                  |                                      |
| 2023 | GFL 2 Nord       | 3.                                   | 7–3                                  |                                      |

Auch in den anderen Abteilungen der Rostock Griffins macht der Verein mittlerweile durch Erfolge auf sich aufmerksam.
Die „Junior Griffins“ waren mehrfach Gewinner der Jugendregionalliga Ost – Gruppe Nord und beendeten im Jahr 2019 die U19 Jugendregionalliga Ost auf Platz 2.
Das Cheerdance Team der „Rostock Griffiness“ wurde 2018 Ostdeutscher Landesmeister und belegte bei den deutschen Meisterschaften Platz 3. Im Jahr 2019 wurden die Cheerleader deutscher Vize-Meister und belegten bei den Europameisterschaften den 3. Platz.

## Soziales Engagement
In den Jahren 2010 und 2011 engagierte sich das Team der Griffins massiv für die DKMS – die Deutsche Knochenmarkspenderdatei. Darüber hinaus haben die Griffins ein eigenes Anti-Gewalt-Programm Griffins gegen Gewalt, das sich an gewaltbereite bzw. gefährdete junge Menschen wendet. Ziel ist die Vermittlung von positiven Erlebnissen durch Sport, die Förderung des Leistungsgedankens und die richtige Einordnung des Begriffes „Respekt“.

## Sektionen
- Rostock Griffins (Herren-Tackle) → GFL2 Nord
- Junior Griffins (Jugend-Tackle/Flag Football)
- Rostock Griffiness (Cheerleader/Cheerleading)